# جون ثوم
جون ثوم (بالإنجليزية: John Gibb Thom)‏ هو سياسي بريطاني (وحمل سابقاً جنسية المملكة المتحدة لبريطانيا العظمى وأيرلندا)، ولد في 1 أغسطس 1891، وتوفي في 19 فبراير 1941. في الانتخابات الفرعية في مجلس العموم البريطاني ‏، انتخب عضو برلمان المملكة المتحدة الـ34 عن دائرة Dunbartonshire (UK Parliament constituency) ‏ (29 يناير 1926 – 10 مايو 1929) وفي الانتخابات العامة في المملكة المتحدة 1931 ‏، انتخب عضو برلمان المملكة المتحدة الـ36 عن دائرة Dunbartonshire (UK Parliament constituency) ‏ (27 أكتوبر 1931 – 25 فبراير 1932).